# Liberalisme
Het liberalisme is een politiek-maatschappelijke stroming ontstaan in de Verlichting van de 18e eeuw, waarin vrijheid centraal staat. Het brak in de 19e eeuw in Europa en Noord-Amerika door als dominante stroming toen het de burger wilde emanciperen ten koste van het ancien régime. Vandaag de dag is het liberalisme een van de dominante ideologieën. Het liberalisme is een brede ideologie met meerdere substromingen; de invulling van het begrip verschilt sterk per land en cultuur.

## Uitgangspunt
Het liberalisme heeft als uitgangspunt zo veel mogelijk vrijheid van het individu, zolang hij de vrijheid van anderen niet beperkt. Liberalen streven naar een samenleving waarin burgers grote vrijheden genieten, zoals de burgerrechten die het individu beschermen en de macht van de staat en de kerk beperken. Ook streeft het liberalisme naar een vrije markt waarin de overheid zich terughoudend opstelt. Een ander speerpunt van het liberalisme is de scheiding van kerk en staat (onder andere als voorwaarde voor godsdienstige tolerantie). Ook willen liberalen dat de staatsinrichting wordt vastgelegd in een grondwet waarin ook de grondrechten van de burger staan. Van de overheid wordt slechts verlangd dat ze alleen die bestuursdomeinen voor haar rekening zou nemen, die onmogelijk door het individu behartigd kunnen worden, zoals openbare functies, openbare werken en landsverdediging.

## Substromingen
Het liberalisme is een heterogene stroming, waarbinnen globaal drie belangrijke substromingen bestaan:
- het klassiek liberalisme, dat staat voor een minimale overheidsbemoeienis;
- het sociaalliberalisme, dat beperkte overheidsbemoeienis toestaat op economisch gebied;
- het conservatief-liberalisme, dat tussen het economisch liberalisme en het socio-cultureel conservatisme hangt.

## Geschiedenis

### Ontstaan
Het liberalisme vindt zijn oorsprong in de Verlichting, waar John Locke over het algemeen gezien wordt als de grondlegger van het liberalisme. Andere filosofen die bijgedragen hebben aan het liberalisme zijn David Hume, Baruch Spinoza, Hugo de Groot, Immanuel Kant, Jean-Jacques Rousseau, John Stuart Mill, Thomas Hobbes en Adam Smith.

### De aard van het liberalisme in zijn oorsprong
Het parool van de Franse Revolutie in haar eerste tijd van jubelende geestdrift, 'Vrijheid, gelijkheid en broederschap', kan als de eerste definitie worden beschouwd van het liberalisme als ideologisch programma. Er was ook enige tijd een cultus rond de in 1778 overleden filosoof Rousseau, die met zijn geschriften werd beschouwd als een soort voorbode van de revolutie van 1789. Het was de bourgeoisie die aan het liberalisme zijn definitieve vorm zou geven. Het liberalisme baseerde zich op de begrippen vrijheid en vooruitgang. Het vrijheidsbegrip had zijn klassieke uitdrukking gekregen in de Franse Revolutie, terwijl de industriële revolutie de materiële grondslag schiep voor een sociale vooruitgang als nooit tevoren was aanschouwd.
Het liberalisme, zoals de intelligentsia van de middenklasse in de eerste helft van de 19e eeuw het vormgaf, was individualistisch van aard. Het wilde aan de enkeling vrijheid schenken, maar ook aan de verschillende groepen waarin de enkelingen zich aaneensloten, aan corporaties en aan volken. Het wilde de burgers het recht geven te denken en te geloven zoals hun overtuiging hen ingaf. Tolerantie was dan ook een van de kenmerken van het liberalisme. Het wilde de mensen de mogelijkheid geven te spreken en te schrijven zoals zij dat wensten. Het gaat uit van het menselijk initiatief. Men wilde het ook mogelijk maken verenigingen te vormen om hun opvattingen meer kracht te kunnen bijzetten. Vrijheid van vereniging en drukpers was dan ook een van de belangrijkste punten op het programma van het liberalisme. Dit rationalistisch getinte vooruitgangsgeloof wilde een maatschappelijke orde scheppen, die het individu van remmende invloeden van buitenaf bevrijdde. Het eiste de opheffing van de traditionele verouderde privileges die slechts één klasse ten goede kwamen, met andere woorden men eiste gelijkheid der individuen.
In economisch opzicht stond het klassiek liberalisme voor de zo groot mogelijke vrijheid voor het bedrijfsleven met zo weinig mogelijk ingrijpen van de staat. Aan de politieke en sociale gelijkheid van het liberale programma werd dus toegevoegd: economische vrijheid, vrijhandel, maar geen economische gelijkheid. In principe zagen de liberalen wel liever een meer gelijke bezitsverdeling, maar het lag in de aard van de liberalist een gedwongen gelijke bezitsverdeling af te wijzen.

### België
Katholieken en liberalen werkten begin 19e eeuw als grootste politieke bewegingen van die tijd samen om de onafhankelijkheid van België mogelijk te maken (het unionisme), maar stonden daarna politiek bijna altijd lijnrecht tegenover elkaar. Een formele samenwerking tussen de liberale politici ontstond in 1846, het jaar waarin de Liberale Partij werd opgericht. Uit dat prille begin stamt ook het antiklerikalisme van bepaalde liberale politici.
De unitaire Belgische Liberale Partij werd in 1972 opgesplitst in een Vlaamse (PVV - Partij Voor Vrijheid en Vooruitgang) en een Franstalige (PLPW - Parti de la Liberté et du Progrès en Wallonie, later met de Brusselse Franstalige liberalen samengevoegd tot PRL - Parti Réformateur Libéral). In 1961 ontstond ook de Duitstalige vleugel PFF (Partei für Freiheit und Fortschritt).
Begin jaren negentig veranderde de Vlaamse PVV haar naam in VLD (Vlaamse Liberalen en Democraten) onder impuls van toenmalig voorzitter Guy Verhofstadt. Op 11 februari 2007 veranderde de partij nogmaals van naam – ditmaal werd het "Open Vld". Voormalig lid van de VLD, met name Jean-Marie Dedecker richtte een eigen partij op na een conflict binnen de VLD. Hij startte met Lijst Dedecker, deze partij wordt omschreven als rechts-liberaal of libertaristisch.
Ook de voormalige partij Spirit noemde zichzelf sociaalliberaal. Vanuit liberale hoek kreeg deze partij de kritiek het liberalisme niet te kunnen waarmaken omwille van haar kartel met het sociaaldemocratische sp.a tussen 2002 en 2008. Spirit veranderde haar naam in Vl.Pro in 2008 en in SLP (Sociaal-Liberale Partij) op 1 januari 2009, waarmee de partij haar sociale en liberale standpunten in de verf wou zetten. Eind 2009 werd de partij opgeslokt door Groen!
De Waalse en Franstalig Brusselse PRL vormde in 1993 een kartel met het franskiljonse FDF. Samen met Duitstalige zusterpartij PFF en het MCC (een afscheuringlijst van de PSC) stichtten ze in 2002 de koepel Mouvement Réformateur (MR).
Onder meer kenmerkend voor de specifieke Belgische situatie is, anders dan in Nederland, ook het bestaan van uitgesproken liberale pacifisten en ook van een liberale vakbond (in Nederland bestaan wel vakbonden voor met name het "hogere" personeel, maar deze bekennen zich niet expliciet als liberaal zoals de Belgische ACLVB).

### Nederland
In Nederland kregen de liberalen pas in 1848 hun macht, toen onder Willem II het parlementaire stelsel ingevoerd werd. De nieuwe, liberale grondwet werd geschreven door Johan Thorbecke. Een andere bekende Nederlandse (links-)liberaal uit die tijd, is Samuel van Houten. In de tweede helft van de 19e eeuw zijn de liberalen de dominante factor in de Nederlandse politiek. De liberalen zijn echter verdeeld in twee kampen. De liberalen zijn verenigd in de Liberale Unie, later voortgezet door de Liberale Staatspartij, de Partij van de Vrijheid en uiteindelijk de VVD. De progressieve liberalen of radicalen zijn verenigd in de Radicale Bond, die wordt voortgezet vanaf 1901 in de Vrijzinnig-Democratische Bond. Overigens duidt de VDB zichzelf vanwege de negatieve connotatie niet aan met de term liberaal.
In de negentiende eeuw hebben de liberalen een stempel gezet op de vaderlandse politiek. Vrijwel deze hele eeuw zijn de liberale standpunten dominant geweest in de politieke cultuur. De liberalen waren in staat veel aanhang te mobiliseren omdat zowel vrijzinnig hervormden als met name ook rooms-katholieken - in het kader van de katholieke emancipatie - op de liberalen stemden. Met de komst van Abraham Kuyper in de samenleving en de politiek wordt de macht van de liberalen gebroken. Kuyper smeedt de zogenoemde Rechtse Coalitie (een samenbundeling van confessionele partijen) waardoor de confessionelen rond de eeuwwisseling de macht in het politiek krachtenveld konden overnemen. Ook de rooms-katholieken komen tot eigen partijvorming onder leiding van Herman Schaepman. De liberale dominantie eindigt. De laatste liberale regering wordt in 1913, onder leiding van Pieter Cort van der Linden, gevormd. Het was overigens ook deze regering die een einde maakte aan de zogenoemde schoolstrijd, door de confessionelen gelijke rechten op onderwijs te geven en de financiële gelijkstelling tussen openbaar en bijzonder onderwijs wettelijk in de grondwet vast te leggen. In 1916 leverde een Staatscommissie-Bos hiertoe een tekstvoorstel op. Deze onderwijspacificatie werd breed gedragen in de toenmalige samenleving. Het tekstvoorstel is in 1917 door het kabinet overgenomen in een aanpassing van de Grondwet, door artikel 192 op te nemen.
Na de parlementaire verkiezingen van 2010 is er voor het eerst sinds Cort van der Linden in 1913 weer een liberale premier: voormalig Tweede Kamerfractievoorzitter van de VVD Mark Rutte. Wel hebben de liberalen sinds die tijd nog meegeregeerd in coalities. Het Nederlands liberalisme is sinds 1948 georganiseerd in de Volkspartij voor Vrijheid en Democratie (VVD).
In 1966 ontstaat naast de behoudend liberale VVD een tweede, progressief liberale partij Democraten 66 (D66). D66 gebruikte tot in de jaren 90 niet de term liberaal om zichzelf aan te duiden.
VVD en D66 maken vanaf 1994 gezamenlijk deel uit van twee paarse kabinetten met de PvdA. Na een onderbreking van 2002 tot 2003 maakten beide partijen weer gezamenlijk deel uit van een door het CDA geleide coalitie. Van de vervroegde verkiezingen van eind 2006 tot 2010 zat zowel VVD als D66 in de oppositie.
In 1949 is de Jongerenorganisatie Vrijheid en Democratie (JOVD) opgericht. Deze van oorsprong onafhankelijke liberale jongerenorganisatie is thans nauw verbonden met de VVD. In 1966 waren leden uit de JOVD en de VVD betrokken bij de oprichting van D66. Sinds 1984 is aan D66 de jongerenorganisatie Jonge Democraten verbonden. De JD is met ruim 4000 leden, de grootste niet-confessionele politieke jongerenorganisatie van Nederland.

## Liberaal in het schema links/rechts
Het liberalisme wordt in Nederland soms als "rechts" en soms als "links" beschouwd, doordat het een brede stroming betreft met uiteenlopende substromingen, zowel meer conservatieve als meer progressieve. Zo is het progressief liberalisme (te schetsen als een mix van liberalisme en sociaaldemocratie) links en zijn het conservatief-liberalisme (mix liberalisme en conservatisme) en nationaal-liberalisme rechts.
Als een kortstondige curiositeit in dit schema figureerde in de Nederlandse politiek in de jaren 70 en begin jaren 80 de partij DS'70, die vijfmaal deelnam aan Tweede Kamerverkiezingen en daarbij meerdere zetels behaalde: een als "rechts" beschouwde afsplitsing van ex-Partij van de Arbeid-leden uit onvrede over de invloed van het in de jaren 60 in die partij opgekomen Nieuw Links, die (democratisch-)"socialisten" in haar naam voerde, maar veelal een meer liberaal geluid liet klinken, met in het beginselprogramma het uitgangspunt dat ze ernaar streefde "het goede van links" met het "goede van rechts" te verenigen.
Als links in de zin van zijn historische roeping kan worden beschouwd het streven naar emancipatie van alle individuen en het bieden van gelijke kansen aan allen. Het zou rechts genoemd kunnen worden wanneer het afkeer van overheidsinterventie verkiest boven implementatie van individuele emancipatie en zo opnieuw terugkeert naar een vorm van recht van de sterkste, een bestendiging van de natuurlijke ongelijkheid van de mensen, zo essentieel voor het conservatisme.
Een wezenskenmerk van het huidige liberalisme in Nederland is: het beperken van de inmenging van de overheid. Dit principe verzet zich tegen een sociaaldemocratische/socialistische (linkse) economische politiek van grote overheidssteun voor economisch zwakkeren, maar ook tegen de conservatieve (rechtse) politiek van het handhaven van een traditionele moraal. Dit verklaart hoe het mogelijk is dat de Nederlandse liberale partij VVD gewoonlijk als rechts wordt beschouwd, terwijl in het Angelsaksisch model (zoals in het Verenigd Koninkrijk en de Verenigde Staten) het woord liberal ongeveer dezelfde connotatie heeft als links in het Nederlands.

## Kritieken
Kritieken van het economische liberalisme vallen tot op grote hoogte samen met kapitalismekritiek. Bredere kritiek komt zowel van links (marxisme, sociaal anarchisme, etc.) als uit conservatieve en/of nationalistische hoek, en luidt dat het liberalisme te zeer uitgaat van een zeker atomisme: het idee dat een samenleving enkel uit individuen bestaat en dat structurele en identiteitsbepalende factoren (klasse, natie, religie, traditie) geen rol spelen. Daarmee hangt samen de kritiek dat te ver doorgedreven concurrentie tussen individuen kan leiden tot een systeem van 'het recht van de sterkste,' of zoals (de soms als proto-liberaal beschouwde) Thomas Hobbes het noemde, de oorlog van allen tegen allen.
In geheel andere richting gaat de kritiek van de libertariërs, die de liberalen ervan betichten niet ver genoeg te gaan in het zoeken van individuele vrijheid, en die zich daarom weleens als de 'ware' erfgenamen van de klassieke liberalen beschouwen. De anarchokapitalisten bijvoorbeeld, menen dat zelfs het recht als product op de markt verhandeld kan worden, zodat de klassiek-liberale nachtwakersstaat nog een inperking van de ondernemingsvrijheid vormt.

## Boeken over het liberalisme
- de Beus, J. W., en Percy B. Lehning (ed.) (1990). Beleid voor de vrije samenleving: politiek-theoretische opstellen. Boom, Meppel. ISBN 90-6009-898-6.
- Charmant, Hans, en Percy B. Lehning (1989). Afscheid van de Verlichting: liberale verwarring over het eigen filosofisch fundament. Donner, Rotterdam. ISBN 90-5255-051-4.
- Groenveld, K., H. J. Lutke Schipholt, en J. H. C. van Zanen (ed.) (1989). De liberale speurtocht voortgezet: een symposium over de grondslagen van het liberalisme. B. M. Teldersstichting, Den Haag.
- Kinneging, A. A. M. (et al.) (1988). Liberalisme: een speurtocht naar de filosofische grondslagen. B. M. Teldersstichting, Den Haag.
- Kruithof, Jaap (2002). Het neoliberalisme. epo, Antwerpen. ISBN 978-90-6445-067-9.
- Verhofstadt, Dirk (2017). De geschiedenis van het liberalisme. Houtekiet, Antwerpen. ISBN 90-5240-915-3.